# Interton Video 2400
Interton Video 2400 ist eine Spielkonsole, die von Interton Electronic veröffentlicht wurde. Sie basiert auf dem integrierten Schaltkreis AY-3-8500 von General Instrument. Die Ausgabe des Schwarz-Weiß-Bildes erfolgt an einem Fernseher mit Antenneneingang, die des Tons über einen in der Konsole verbauten Lautsprecher.
Mit der Konsole können fünf verschiedene Pong-Variationen (Tennis, Fußball, Fußball Amateur/Profi, Squash, Pelota) gespielt werden. Entsprechend den Möglichkeiten des verbauten AY-3-8500 können verschiedene Spieleparameter wie die Geschwindigkeit des Balls, die Schlägergröße und der Abprallwinkel des Balls eingestellt werden.

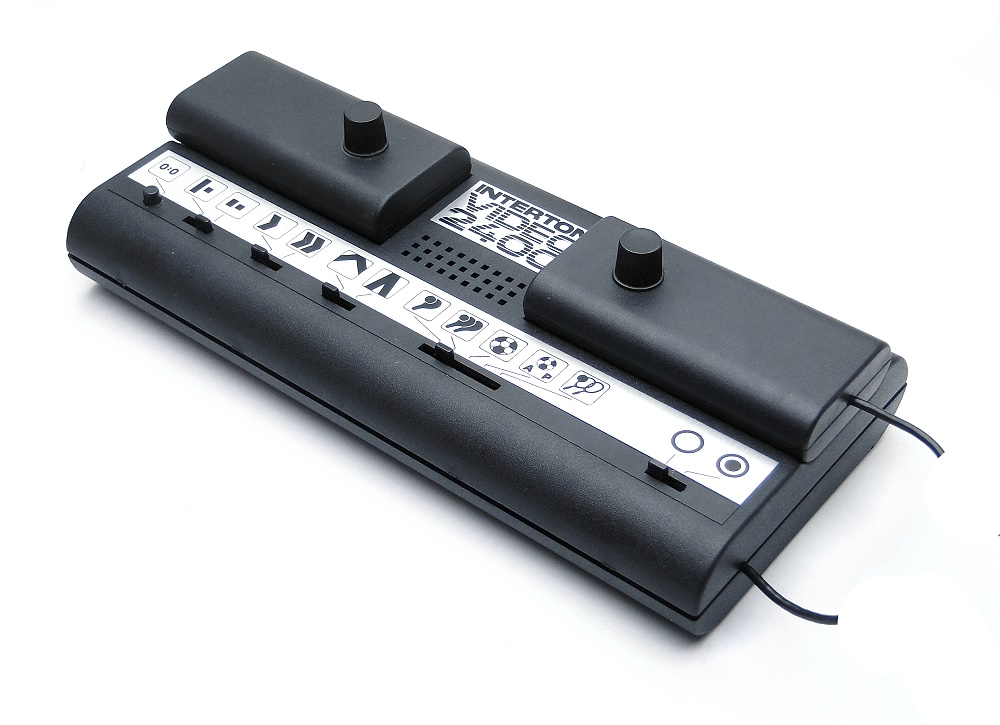
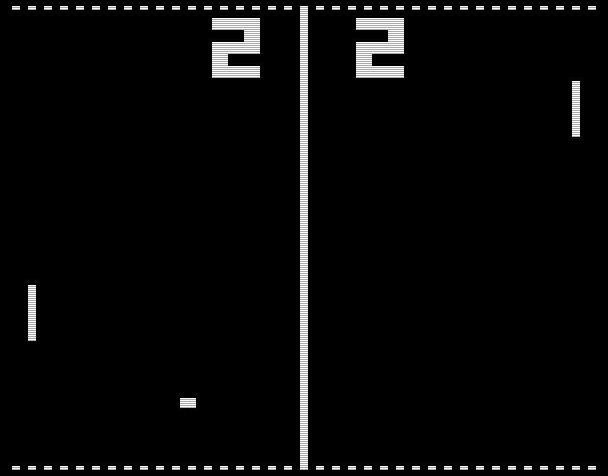
Screenshot Tennis
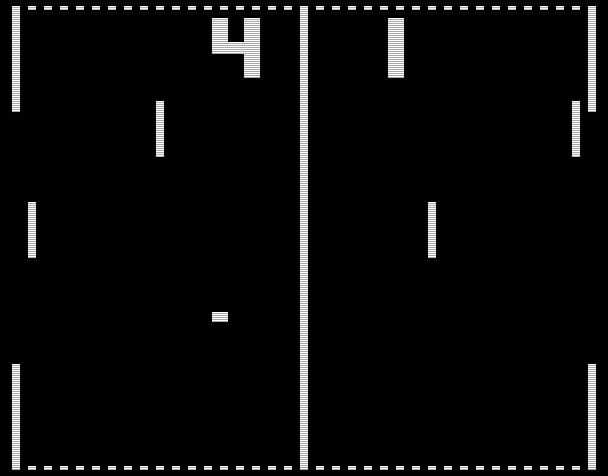
Screenshot Fußball
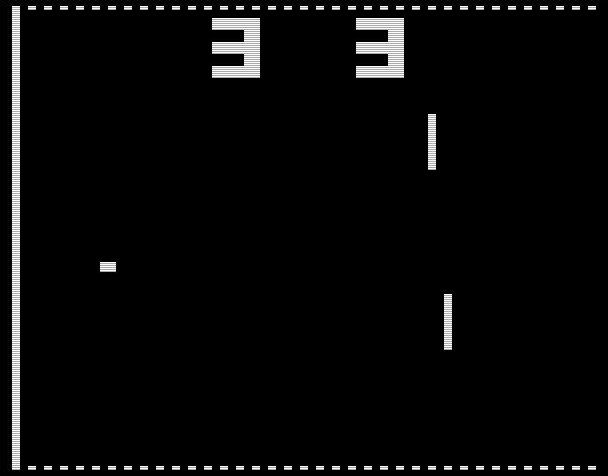
Screenshot Squash
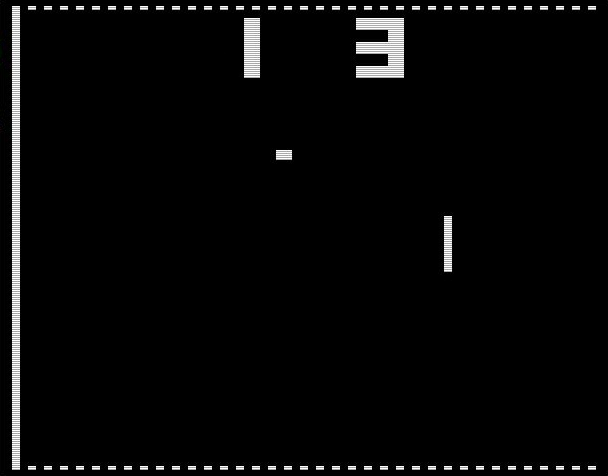
Screenshot Pelota